# Bardakčije
Mjesna zajednica Bardakčije je rubna mjesna zajednica u Općini Centar, Sarajevo. Istočna je granica dijeli od Općine Stari Grad, Sarajevo, a u okviru općine graniči s mjesnim zajednicama Hrastovi – Mrkovići i Breka – Koševo II na sjeveru, i s mjesnim zajednicama Park – Višnjik i Mejtaš – Bjelave na zapadu i jugu.

## Vjerski i drugi objekti u Bardakčijama
Na teritoriju Bardakčija nalaze se dva islamska vjerska objekta, studentsko naselje, te Federalni i županijski hidrometeorološki zavod. Također, u Bardakčijama je sjedište nogometnog kluba Jug, osnovanog 1932. godine.

## Vanjske poveznice
- Studentski centar  Arhivirana inačica izvorne stranice od 25. ožujka 2009. (Wayback Machine)